# 宮城野通駅
宮城野通駅（みやぎのどおりえき）は、宮城県仙台市宮城野区榴岡四丁目に位置する、仙台市地下鉄東西線の駅である。駅番号はT08。副駅名は「ユアテック本社前」（令和7年3月31日まで）。

## 歴史
これまで仙台市内において旧・仙台市営地下鉄開業時は宮城野区のみ通っていなかったが、東西線の開通で同区内にも地下鉄線が通り、駅もできた。
- 2000年（平成12年）10月 - 駅名（仮称）を公表。
- 2006年（平成18年） - 着工。
- 2013年（平成25年）12月24日 - 駅名を正式発表。
- 2015年（平成27年）12月6日 - 開業。

## 駅構造
東八番丁通り下に位置する。駅名の由来となった宮城野通は、北1出入口から約30m北に離れている。JR仙台駅の仙石線ホームに程近いが、地下道を介しての接続はなされず、一旦北1出入口から地上に出た上での乗換となる。
駅北東部の北1出入口は、スペースの関係上、階段とエスカレーターが離れて位置している。また、北1出入口にエレベーターは設置されず、コンコース・地上間のエレベーターは南1出入口付近のみとなる。
ホームは地下4階部（深さ約31m）にある。

### のりば
| 1 | ■ 東西線 |  | 荒井方面                 |  |
| 2 | ■ 東西線 |  | 仙台・八木山動物公園方面 |  |

## 出口案内
北1・2、南1の計3ヶ所。
北1出口
- パルシティ仙台
  - 仙台市生涯学習支援センター（旧・仙台市中央市民センター）
  - 仙台市榴岡図書館
- 仙台MTビル
  - ハローワーク仙台
- ヨドバシ仙台第2ビル
- BiVi仙台駅東口
- 仙台アンパンマンこどもミュージアム&モール
- 東北福祉大学仙台駅東口キャンパス
- 仙台市立榴岡小学校
- 榴岡公園
- 仙台ガーデンパレス
- 宮城野通

北2出口
- 新寺通

南1出口
- 新寺通
- 仙台二華中学校・高等学校
- 連坊小路小学校
- 報恩寺
- 円徳寺
- 善導寺
- 阿弥陀寺
- 成覚寺

## 利用状況
| 乗車人員推移 | 乗車人員推移     |
| 年度         | 一日平均乗車人員 |
| ------------ | ---------------- |
| 2015         | 2,040            |
| 2016         | 2,490            |
| 2017         | 2,906            |
| 2018         | 3,165            |
| 2019         | 3,261            |
| 2020         | 2,643            |
| 2021         | 2,958            |
| 2022         | 3,253            |
| 2023         | 3,667            |

- 2023年度（令和5年度）
  - 1日平均乗車人数：3,667人[4]

一日平均乗車人員（単位：人/日）

### 備考
- 開業時の一日平均乗車人員は3,948人を見込んでいた。

## 駅周辺
- JR仙台駅東口
- ヨドバシ仙台第2ビル
  - 石井スポーツ仙台ヨドバシ店
  - ロピア仙台ヨドバシ店
- ヨドバシ仙台第1ビル
  - ヨドバシカメラマルチメディア仙台
- パルシティ仙台
  - 仙台市生涯学習支援センター
  - 仙台市榴岡図書館
- 宮城野通
- 新寺通
- 仙台アンパンマンこどもミュージアム&モール
- 東北福祉大学 仙台駅東口キャンパス - 代々木ゼミナール旧仙台校を居抜きして開設
- 仙台新寺郵便局
- 仙台銀行仙台東口支店・宮城野支店・荒町支店
- 七十七銀行仙台東口支店・榴岡支店
- ユアテック本社
- 駿台予備学校 仙台校
- ハローワーク仙台
- ホテルビスタ仙台
- ダイワロイネットホテル仙台
- ザ・ワンファイブ仙台

### バス乗り場
高速バスについて
仙台駅東口バスプールの項目を参照。
路線バスについて
北2出入口から東八番丁通を約300メートル南下した新寺通沿いに「新寺三丁目西停留所」がある。

## 駅名について
設置される駅の住所は榴岡であるが、周辺に寺院が多いことや、東日本旅客鉄道（JR東日本）仙石線 榴ケ岡駅と混同する恐れがあることから、当駅南の地名である若林区新寺より、「新寺駅（しんてらえき）」が仮称とされた。駅名検討委員会によって「宮城野通駅」とする案が示され、これが採用された。

## 隣の駅
仙台市地下鉄
■東西線
仙台駅 (T07) - 宮城野通駅 (T08) - 連坊駅 (T09)